# Kirchgasse 14 (Coburg)

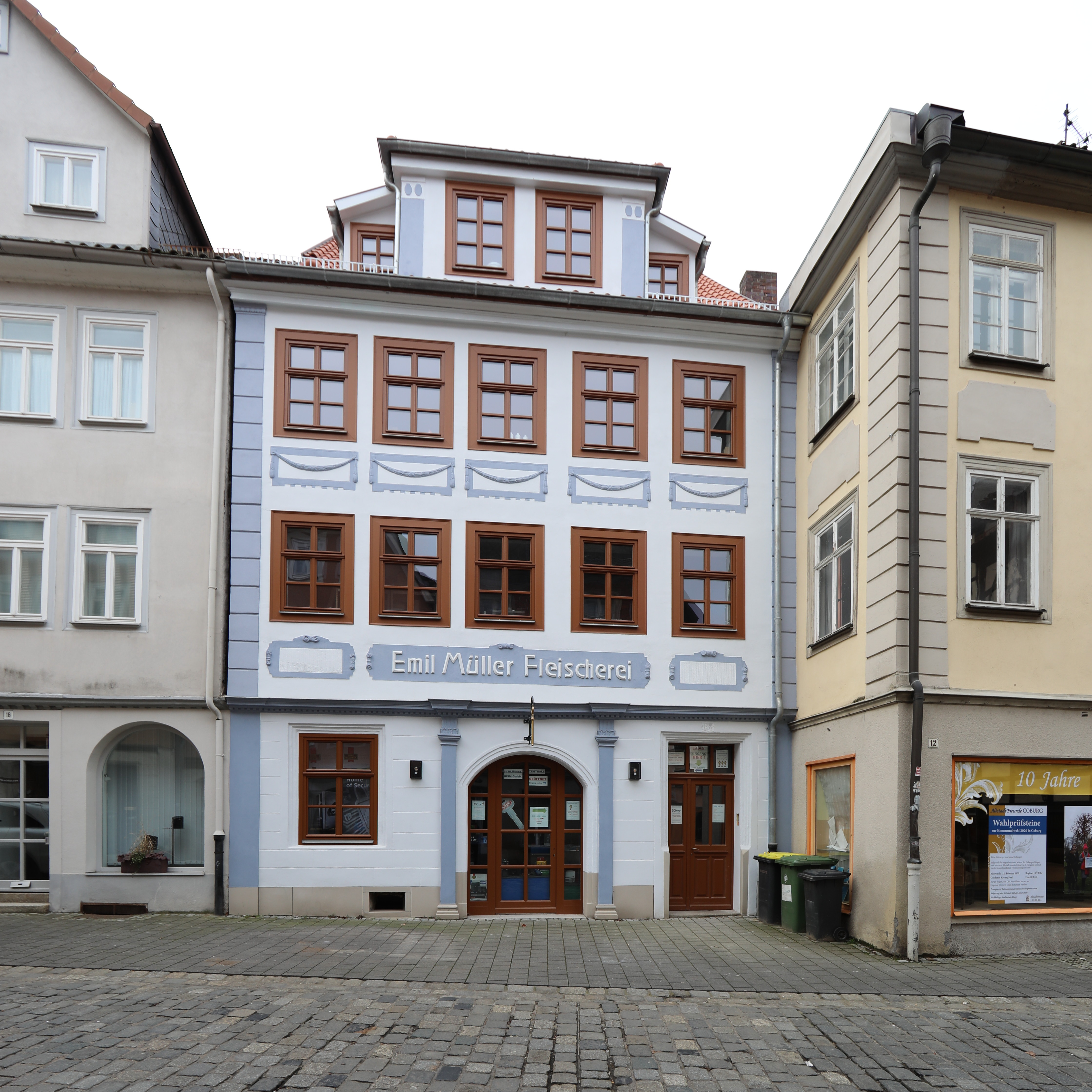
Kirchgasse 14 in Coburg

Das Wohn- und Geschäftshaus Kirchgasse 14 in Coburg befindet sich zwischen dem Marktplatz und dem Kirchhof in einem der ältesten Stadtquartiere. Das denkmalgeschützte, dreigeschossige traufständige Frackdachgebäude stammt im Kern aus dem 15. Jahrhundert.

## Geschichte
Das erstmals 1423 erwähnte Anwesen wurde 1685 als ein altes, dreigeschossiges Haus mit vier Stuben und einem Keller beschrieben. Im 17. oder 18. Jahrhundert wurde der Fachwerkbau umgebaut. Im späten 18. oder frühen 19. Jahrhundert erhielt er eine klassizistisch gestaltete Fassade. 1864 ließ die Witwe Caroline Rose das Dach für Räume ohne Schrägen aufstocken und mit einem Zwerchhaus sowie Pultdachgauben ergänzen. Eine Neugestaltung des Erdgeschosses veranlasste der Fleischermeister Elias Müller im Jahr 1901. Fassadensanierungen erfolgten unter anderem in den Jahren 1949, 1971, 1995 und 2019. 

## Architektur
Das dreigeschossige, fünfachsige Traufseithaus hat eine klassizistische Fassadengliederung. Im Erdgeschoss mit seinem Ladeneinbau ist rechts eine Haustür und mittig anstelle des ursprünglichen Eingangs ein stichbogiges, von zwei dorisierenden Pilastern  gerahmtes Schaufenster sowie links daneben eine Vitrine vorhanden. Das Erdgeschoss wird nach oben durch ein gekehltes Profilgesims abgeschlossen. In den beiden Obergeschossen sind die Fensterbänder durch stuckierte Fensterschürzen mit Girlanden und ein kartuschenförmiges Brüstungsfeld mit alter Firmeninschrift vertikal betont. Genutete Lisenen fassen die Hausecken ein. Das von Pilastern gerahmte zweiachsige Zwerchhaus mit Schleppdach und seitlich angebauten Pultdachgauben betont die vertikale Gliederung. Die ziegelgedeckte Dachkonstruktion war ursprünglich ein Satteldach. Seit den Umbauten ist es ein Frackdach mit drei Kehlbalkenlagen und rund 54 Grad Neigung. Es hat eine Spannweite von etwa 9,6 Metern, eine Länge von 8,6 Metern und eine Höhe von 6,5 Metern. Acht Gespärre sind vorhanden, davon zwei in den beiden Giebelwänden. Im ersten Dachgeschoss befindet sich ein dreifach stehender Stuhl.